# Пистолет-пулемёт Токийского арсенала образца 1928 года
Пистолет-пулемёт Токийского арсенала обр. 1928 года или Tokyo Arsenal Model 1928 (англ.) — японский экспериментальный пистолет-пулемёт произведённый на Токийском арсенале. Прототип наравне с ПП Токийского арсенала образца 1927 года, является одним из первых разработанных пистолетов-пулемётов в Японии. Модель 1928 года не является модификацией образца 1927 года и имела совершенно новый дизайн с отличающейся внутренней конструкцией.

## История
Пистолет-пулемёт образца 1927 года был разработан после первоначальных испытаний более раннего прототипа обр. 1927 года от Токийского арсенала, также известного как арсенал Коисикава. В феврале — марте 1930 года, образец 1928 года был подвергнут сравнительным испытаниям против нескольких других пистолетов-пулемётов, включая импортных из Европы и США, а также пистолета-пулемёта образца 1927 года. Во время испытаний в данном образце сломался боёк и пистолет-пулемёт был преждевременно отклонен от дальнейших тестов.